# Bootsschleuse

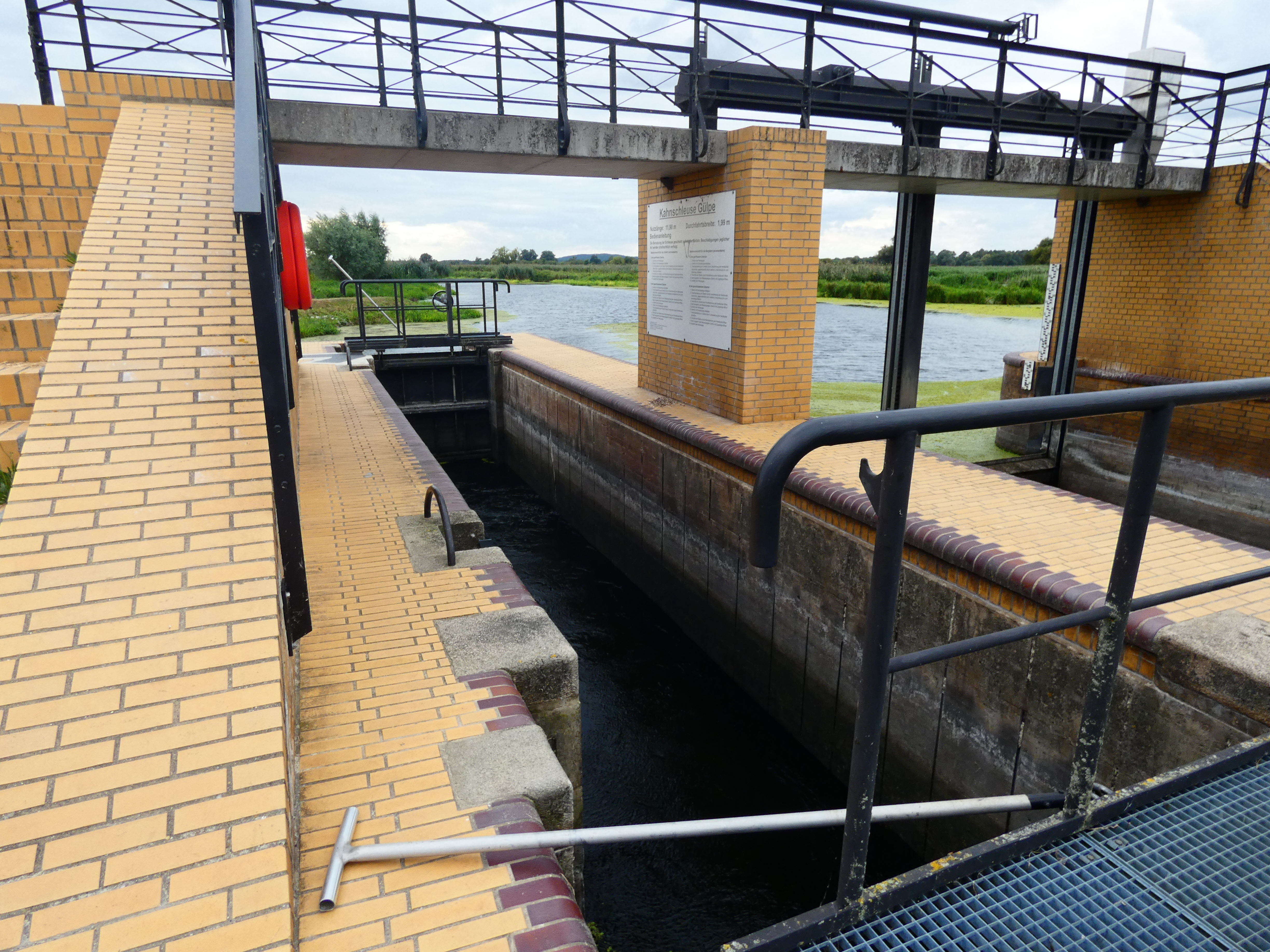
Kahnschleuse Gülpe

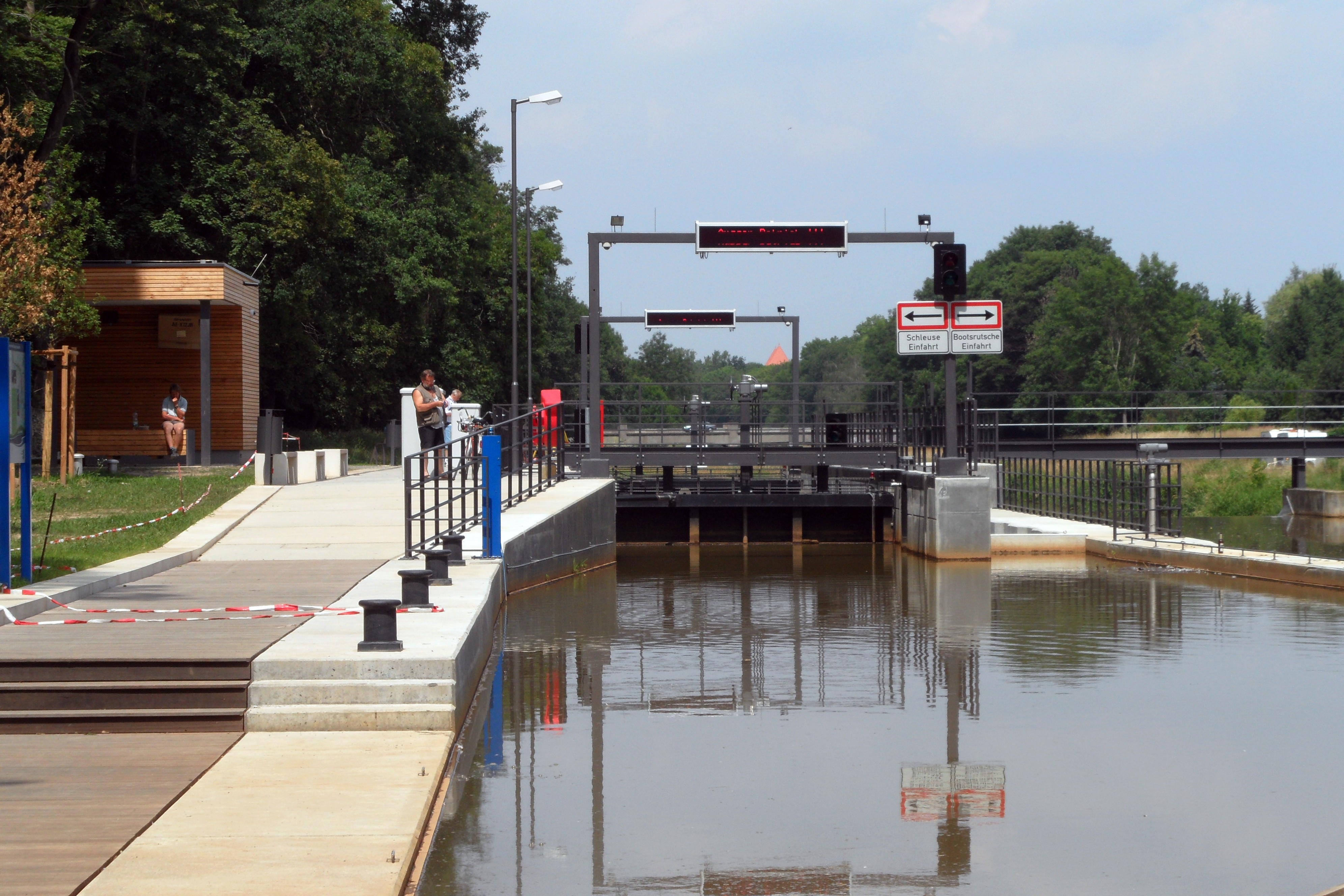
Bootsschleues Connewitz

Eine Bootsschleuse oder Sportbootschleuse ist eine Schiffsschleuse für kleine Wasserfahrzeuge bis 20 Meter Länge. Hauptnutzer ist die Sport- und Freizeitschifffahrt mit der Vielzahl verschiedener Boote mit und ohne Motor. Wegen ihrer geringen Größe wird sie in der Regel nicht von der Berufsschifffahrt genutzt. An den Märkischen Wasserstraßen zwischen Elbe und Oder finden sich für Fischerkähne oder die Touristenkähne im Spreewald meist kleinere Varianten, die als Kahnschleuse bezeichnet werden.

## Abmessungen
Bei der Neuanlage einer Bootsschleuse sollte nach Empfehlungen der Wasser- und Schifffahrtsverwaltung des Bundes die Nutzlänge mindestens 20 Meter betragen. Als Nutzbreite sind mindestens 5,5 Meter anzusetzen, die wegen der Tendenz zu breiteren Booten besser 6 Meter betragen sollte. Ggf. ist für hohes Verkehrsaufkommen eine noch größere Kammerbreite einzuplanen ohne dabei das Schleusenhaupt zu vergrößern. Bei Berücksichtigung der Fahrgastschifffahrt kann auch eine größere Kammerlänge erforderlich werden. Wenn auf den zugehörigen Wasserstraßen nur kleinere Fahrzeuggrößen verkehren können, ist eine Abweichung von den Vorgaben zulässig. Als Drempeltiefe wird ein Wert von 1,8 Meter empfohlen. Als Ausrüstung zum sicheren Befahren der Schleusenkammer müssen Bootsschleusen neben Steigeleitern und Nischen- bzw. Kantenpollern zusätzlich mit Haltestangen ausgerüstet werden.

## Verhalten bei der Schleusung
Bei größerem Schiffs- und Bootsverkehr ist die Anordnung einer Bootsschleuse neben einer größeren Schleuse für beide Verkehrsarten von Vorteil, da nicht auf die Schleusung der anderen Gattung gewartet werden muss. Für die Boote bedeutet dies zusätzliche Sicherheit, da sie nicht durch die Strömungen von Schrauben oder Bugstrahlrudern eines Großschiffs gefährdet werden können. Bei gemeinsamen Schleusungen ist zu beachten, dass die Großfahrzeuge und Behördenfahrzeuge, die zur Ausübung Hoheitlicher Aufgaben unterwegs sind, generell Vorrang besitzen und stets zuerst in die Schleusenkammer einfahren dürfen. Ansonsten gilt die Reihenfolge des Eintreffens. In der Kammer ist stets ausreichender Abstand zu den Fahrzeugen mit Antriebsmaschinen zu halten.
Wichtig ist die Benutzung von Fendern, Leinen und Bootshaken, um das Boot in der Kammer sicher zu fixieren und zu schützen. Dabei darf keine feste Belegung der Leinen an Pollern, Haltekreuzen, Ringen oder Leitern erfolgen, um das Festhaken an der Kammerwand und eine Kenterung zu vermeiden. Die Bereiche, die zu einer Schleuse gehören, und das Verhalten in diesem Bereich sind dargelegt unter
Da die Boote meist klein sind, können sie vom Schleusenbedienpersonal schlecht ausgemacht werden. Daher ist es immer von Vorteil sich per Funk bei der Schleusenbetriebszentrale zu melden. Für Fahrzeuge, die nicht mit Funk ausgerüstet sind, sind an den Schleusenvorhäfen gut sichtbare orangefarbene Gegensprechanlagen vorhanden.

## Manuelle Selbstbedienung

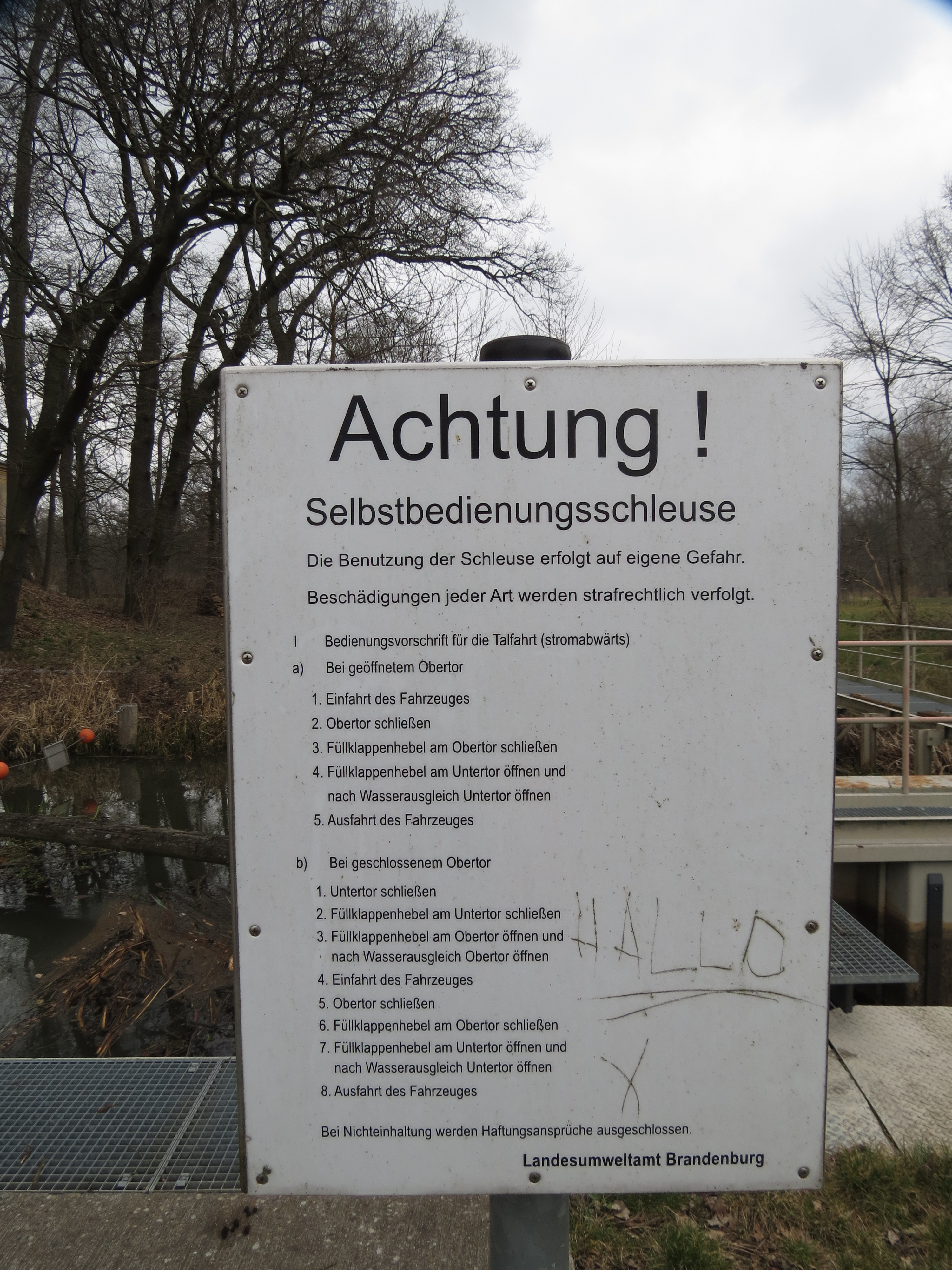
Bedienungsanleitung der Schleuse Pretschen

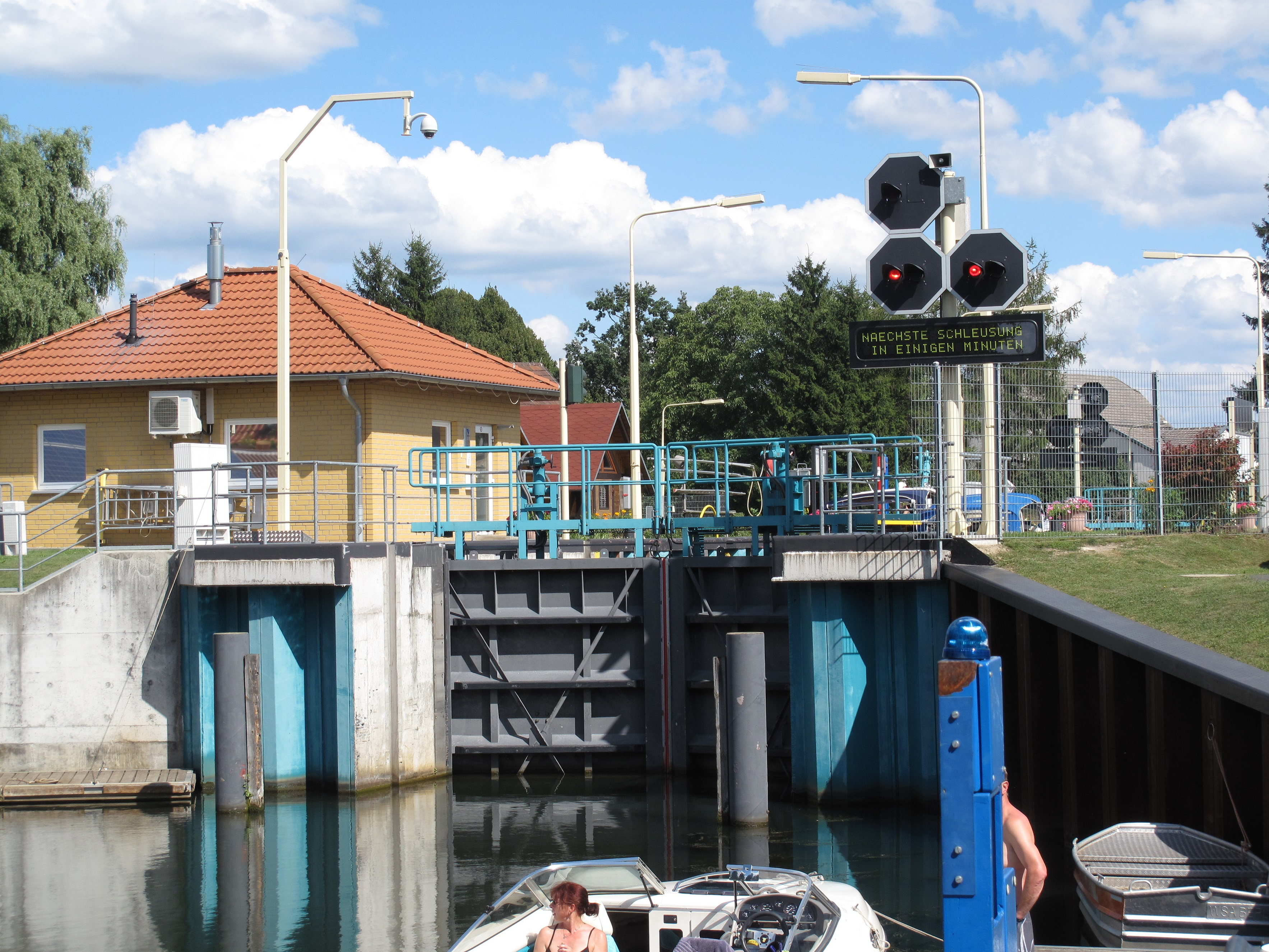
Die Selbstbedienungsschleuse Storkow mit blauem Anforderungsschalter, Textanzeige und Schleusensignal

Die meisten Bootsschleusen sind auf Selbstbedienung umgebaut worden und werden von einer Leitzentrale fernüberwacht und ggf. gesteuert. Die Funktion des Schleusenwärters muss durch den Schiffsführer übernommen werden. Dazu ist es erforderlich, dass einer oder mehrere der Crewmitglieder das Wasserfahrzeug verlassen, um die Schleusung durchzuführen. Mit Muskelkraft müssen die Helfer Kurbeln oder Hebel betätigen, um die Stemmtore zu öffnen bzw. zu schließen und die Absperrschieber zu bewegen, die das Wasser in bzw. aus der Schleusenkammer lassen. Die Bedienungsreihenfolge der Tore und Schieber ist abhängig von der Fahrtrichtung und dem Wasserstand in der Schleusenkammer beim Eintreffen. Entsprechende Anweisungen zur Bedienung hängen an solchen Selbstbedienungsschleusen aus. Manuelle Selbstbedienungsschleusen sind zum Beispiel noch auf der Oberen Ems anzutreffen.

## Automatische Selbstbedienung
Wegen des großen Gefahrenpotentials sind Bootsschleusen häufig voll automatisiert und die Bewegungen der Tore und Schieber erfolgt durch motorische Kraft. Als Hilfestellung existieren große Anzeigen mit wechselnden Texten, die Hinweise für die Schiffsführung geben und den jeweils aktuellen Zustand der Schleusensteuerung oder Anweisungen enthalten. Zur Schleusung muss niemand das Boot verlassen.
Die Vorgänge des Ein- und Ausfahrens der Boote und der gesamten Schleusung werden per Video (CCTV) und durch Sensoren (z. B. durch Lichtschranken und Scanner) überwacht und mit blinkenden Leuchten signalisiert. Bei Störungen wird der Vorgang sofort angehalten. Zur Bedienung sind verschiedene Schalter vom Boot aus erreichbar:
- Anmeldeschalter (grün) jeweils an den Wartestellen im Ober- und Unterwasser
- Weiterschleusungsschalter (grün) in der Schleusenkammer zur Einleitung der Schleusung
- Nothaltschalter (rot) beidseits in der Schleusenkammer zum sofortigen Unterbruch der Schleusung

An den Wartestellen und im Kammerbereich ermöglichen Sprechanlagen den Kontakt zur Fernüberwachungszentrale, die bei Störungen und Problemen über eine Ferneinwahl eingreifen kann. Im Prinzip läuft der Vorgang nach folgendem Schema ab:
1. Die Schleusung wird über den Anmeldeschalter an der Wartestelle eingeleitet. Eine erfolgreiche Anmeldung wird auf der Anzeige zurückgemeldet.
2. Die Schleusung wird von der Automatik vorbereitet. Ggf. muss eine Gegenschleusung abgewartet werden. Textanzeige beachten.
3. Das Schleusentor wird geöffnet (Blinklicht orange) und anschließend das Einfahrsignal auf „grün“ gesetzt.
4. Einfahren in die Kammer bis zum Weiterschleusungsschalter und das Boot mit Bootshaken in der Kammer fixieren. Nachfolgende Bootsführer sind zu beachten.
5. Alle Boote müssen sich innerhalb der Kammernutzlängenmarkierung befinden (senkrechte weiße oder gelbe Linien an den Kammerwänden). Scanner überwachen dies und zeigen mit Blinklicht, wenn Jemand im Bereich detektiert wird.
6. Wenn alle Boote eingefahren sind darf der Weiterschleusungsschalter betätigt werden.
7. Nach kurzer Zeit wird das Schleusentor automatisch geschlossen (Blinklicht orange) und der Wasserausgleich wird hergestellt.
8. Nach erfolgtem Wasserstandsausgleich wird das Schleusentor geöffnet und das Ausfahrsignal auf „grün“ gesetzt. Die  Boote dürfen ausfahren.

Bei Gefahr kann die Anlage jederzeit durch Betätigung des roten Schleusungs-Not-Schalters neben dem grünen Weiterschleusungsschalter angehalten werden. Der aktuelle Vorgang kann durch anschließendes zweimaliges Betätigen des grünen Weiterschleusungschalters fortgesetzt werden. Bei Störungen können Informationen über eine Rufsäule neben der Schleusenkammer oder über die Sprechstellen eingeholt werden.

## Alternativen

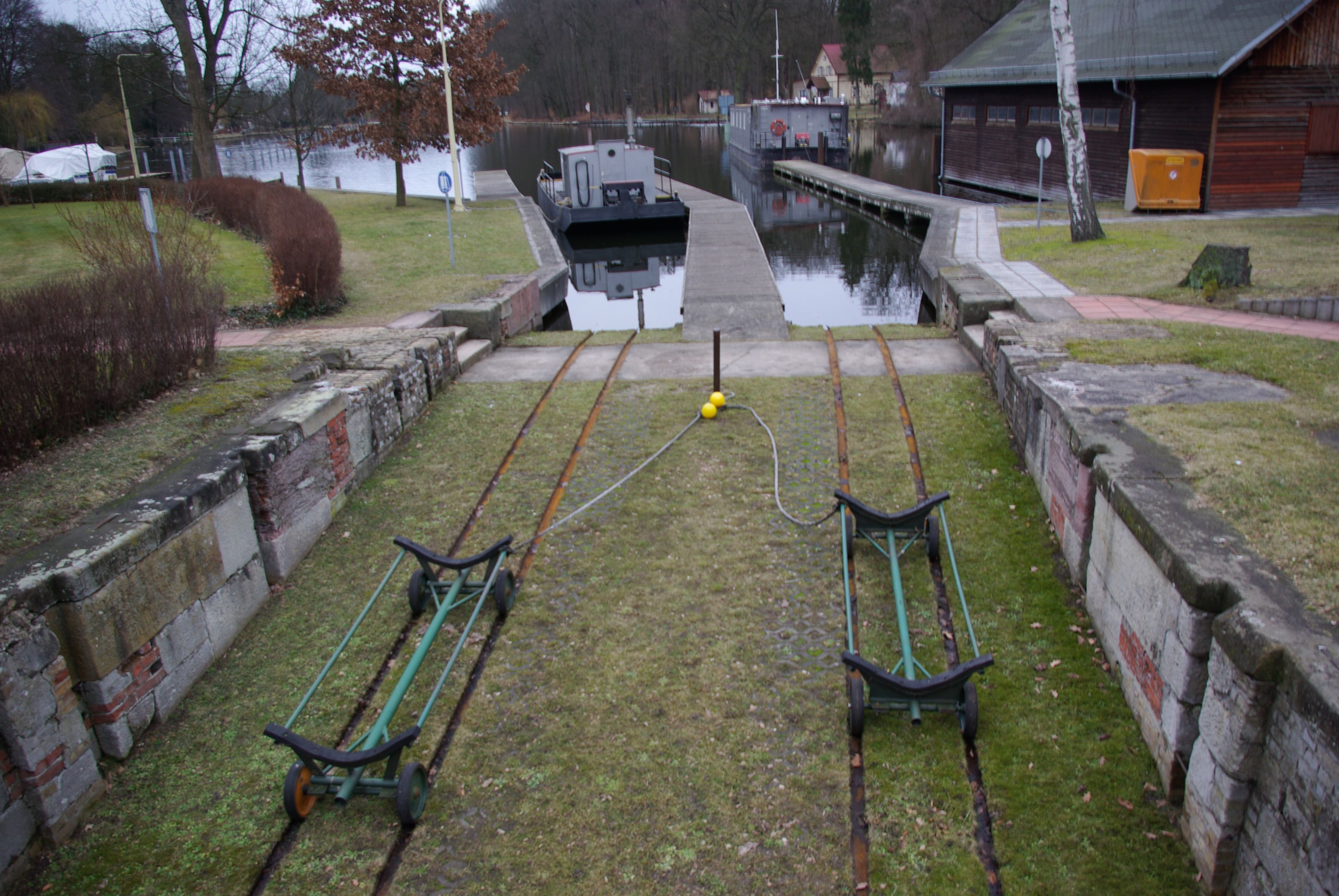
Bootsschleppe in Brandenburg

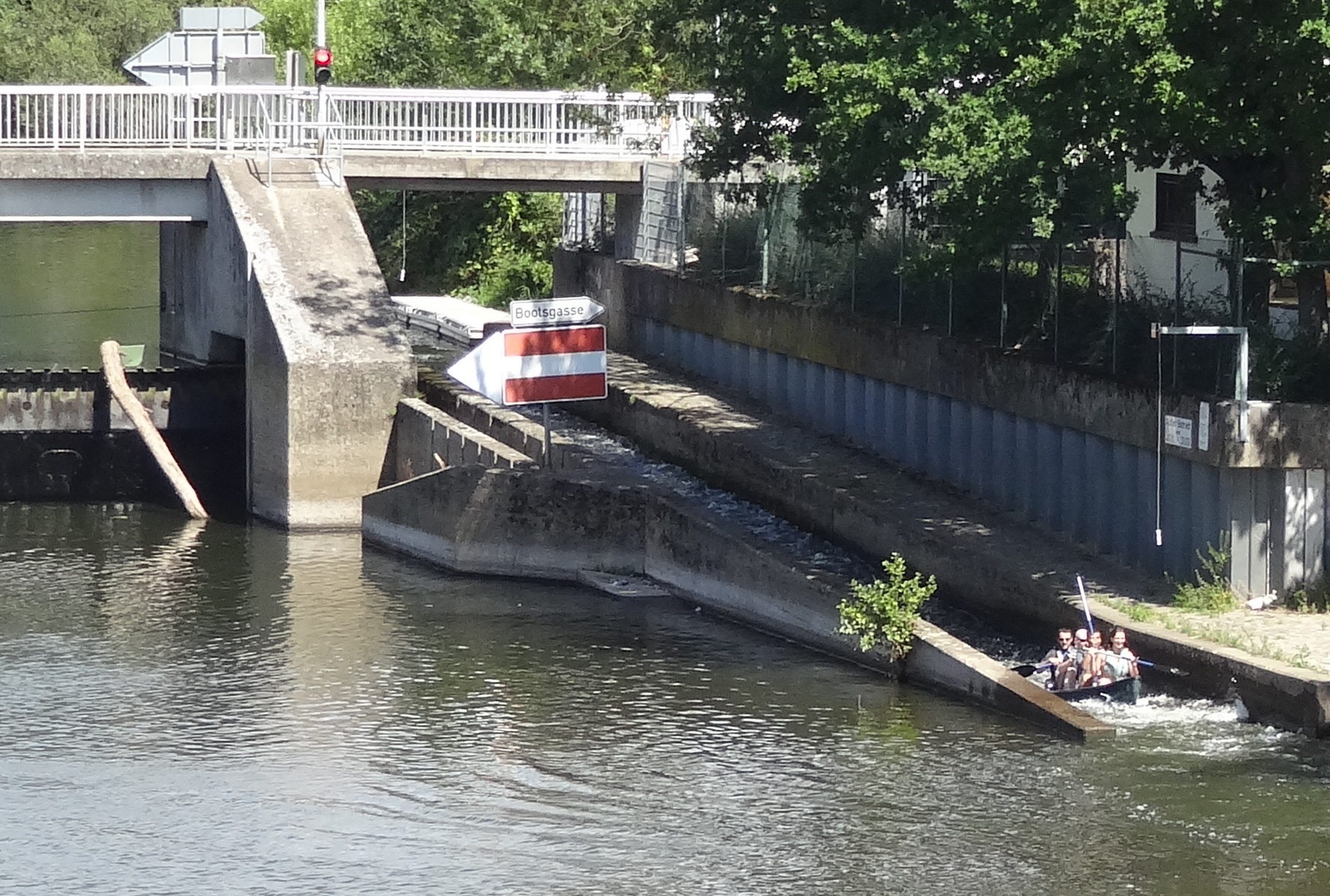
Bootsgasse

Vom Gewicht her gut tragbare Boote können auch getragen werden. Dazu sind an der Staustufen häufig Bootstreppen bis an das Wasser angelegt oder das Ein- und Aussetzen der Sportboote kann an Rampen vorgenommen werden. Komfortabler sind Bootsschleppen, bei denen an flachen Rampen das Boot auf einen Transportwagen gelegt werden kann. Mit dem Wagen gelangt das Boot auf Schienen geschoben oder elektrisch gezogen zum anderen Wasserspiegel. Die zulässige Traglast des Bootswagens beträgt 300 kg.
Seltener gibt es bewässerte Bootsrutschen, die nur abwärts genutzt werden können. Spezielle Bootsgassen sind für Fahrzeuge mit geringem Tiefgang, wie z. B. Ruder- und Paddelboote ausgelegt. Bei bis zu 2,50 Meter Breite können sie meist nur in Talrichtung befahren werden. Eine Gitterkonstruktion an der Sohle hält die Boote mittig in der Gasse. Bei der Möglichkeit zum Treideln gegen den Strom muss zur Vermeidung von Kollisionen eine Signalanlage vorhanden sein.
Vielfach sind aus 'alten' Zeiten die Schleusen für den Wassertransport auf den kleineren Nebengewässern noch vorhanden und dienen heute nur noch der Fahrgastschifffahrt und der Sportbootschifffahrt. Diese Schleusen werden bisweilen auch als Kleinschifffahrtsschleuse bezeichnet. Beispielsweise wurde am Bremer Weserwehr die vorhandene Schleppzugschleuse dazu umgebaut und die Kammer auf 58 Meter verkürzt. Nutzbar sind davon nur 25 Meter bei einer Kammerbreite von 6,5 Meter, wodurch Ausflugsschiffe von der Aller passieren können.

## Bootsschleusen in Deutschland
- Havel und Spree: Die Kahnschleusen besitzen 12 Meter Länge und 2,0 Meter bis 2,7 Meter Breite. Beispiel Kahnschleuse Bahnitz[6]. Die größeren Kahnschleusen haben ca. 20 Meter Kammerlänge mit 5,3 Meter Breite, siehe auch Liste der Schleusen der Havel.
- Main: Von den 34 Staustufen besitzen 32 eine Bootsschleuse. Die meisten haben Kammerabmessungen von 20 Meter × 4 Meter.[7]
- Main-Donau-Kanal: An zwei von 17 Abstiegsbauwerken befinden sich Bootsschleusen von 20 Meter × 4 Meter. An sieben anderen Stellen sind Bootsschleppen vorhanden.[7]
- Donau: von den sechs Staustufen besitzen zwei eine Bootsschleuse von 20 Meter × 4 Meter. Des Weiteren sind zwei Bootsschleppen und drei Bootsgassen vorhanden.[7]
- Neckar: Am Neckar sind mehrheitlich Bootsschleppen vorhanden, die aber in schlechtem Zustand sind.
- Mosel: Alle 12 Staustufen besitzen eine Bootsschleuse von 18 Meter × 3,5 Meter. Sieben Staustufen haben zusätzlich Bootsgassen.[8]
- Saar: Separate Bootsschleusen sind nicht vorhanden. Neben den Großschifffahrtsschleusen sind für Boote und kleinere Schiffe kürzere Schleusen von 40 Meter Länge und 5 bis 7 Meter Breite vorhanden.
- Lahn: Die vorhandene Schleusen mit Abmessungen 34 Meter × 5,7 Meter können von kleineren Wasserfahrzeugen genutzt werden.
- Koschener Kanal: Schleuse für Boote bis max. 29 Meter × 6 Meter[9]
- Weser: Kleinschifffahrtsschleuse in Bremen-Hemelingen mit 25 m × 6,5 m